# Vladímir Resin
Vladímir Iósifovich Resin (en ruso: Влади́мир Ио́сифович Ре́син, en bielorruso: Уладзімір Іосіфавіч Рэсін, en yidis: וולאדימיר אויך רעזין‎; n. 21 de febrero de 1936; Minsk, Unión Soviética) es un político ruso. Fue alcalde en funciones de Moscú, después de la destitución de Yuri Luzhkov por el presidente de Rusia Dmitri Medvédev el 28 de septiembre de 2010. Previamente, bajo el mandato de Luzhkov, había servido como primer teniente de alcalde.

## Biografía
Resin nació el 21 de febrero de 1936 en Minsk. Se graduó por el Instituto de Minería de Moscú en 1958 y trabajó en los sectores de la construcción y la minería. En 1988, comenzó a trabajar en la administración municipal de Moscú. Actualmente, es el jefe de arquitectura y construcción de la ciudad, así como el alcalde en funciones tras la destitución de Yuri Luzhkov en septiembre de 2010.